# Rich Mountain-i ütközet
A Rich Mountain-i csata az amerikai polgárháború keleti frontjának egyik csatája volt. 1861. július 11-én zajlott le Randolph megyében, a nyugat-virginiai hadjárat részeként. Résztvevői az Amerikai Egyesült Államok és az Amerikai Konföderációs Államok voltak. A csatát az uniós erők nyerték meg.

## A csata lefolyása
1861. júniusában George Brinton McClellan vezérőrnagy átvette a nyugat-virginiai uniós seregek parancsnoki tisztségét. Haditervét a Winfield Scott irányította Cerro Gordo-i ütközetben látott mögékerüléses manőverre lemásolására alapozta. Június 27-én William S. Rosecrans dandártábornok vezette dandárját a Clarksburg mellett állomásozó John Pegram alezredes ellen vezényelte. Csapatai július 9-én érkeztek meg Rich Mountain közelébe. Ezalatt Thomas A. Morris dandártábornok dandárja úton volt Philippiből Robert S. Garnett dandártábornok Laurel Hill-nél megerősített állások mögé húzódó főerőit lekösse. Morris parancsa szerint Garnett állásai elé vonult és megfigyelte, hogy az ellenséges csapatok mikor hagyják el sáncaikat. Július 11-én William Rosecrans egy helyi farmer segítségével talált egy kerülő utat. McClellan engedélyével a megerősített dandárral egy hegyi ösvényen keresztülhaladva a Pegram vezette déli erők hátában bukkant fel és lezárta a Staunton-Parkersburg utat.
Kemény kétórás csatát követően a konföderációs erők kettészakadtak. A csapat egyik fele Beverly felé menekült, míg Pegram és társai július 13-án megadták magukat. Pegram vereségéről értesülve Garnett McClellan várakozásának megfelelően elhagyta Laurel Hill-t és visszavonult. Morris dandárja üldözőbe vette és Corrick’s Ford-nál megütközve vele a harcban megölte Garnettet. Július 22-én McClellant Washingtonba hívatták és Rosecrans átvette tőle a nyugat-virginiai uniós erők vezetését. A győzelemnek köszönhetően McClellant megbízták a Potomac adminisztratív hivatal vezetésével és nekiláthatott megszervezni a Potomac hadsereget.